# Odznaka honorowa „Za Zasługi dla Finansów Publicznych Rzeczypospolitej Polskiej”
Odznaka honorowa „Za Zasługi dla Finansów Publicznych Rzeczypospolitej Polskiej” – polskie resortowe odznaczenie cywilne w formie odznaki honorowej będącej zaszczytnym, honorowym wyróżnieniem nadawanym pracownikom urzędu obsługującego ministra właściwego do spraw finansów publicznych oraz jednostek organizacyjnych podległych mu lub nadzorowanych przez niego, a także innym osobom, które przyczyniły się do osiągnięć i rozwoju finansów publicznych. Ustanowiona rozporządzeniem z 14 października 2003. Przyznawana jest przez ww. ministra.
Odznaka ma kształt okrągłego medalu o średnicy 33 mm, wykonanego z metalu w kolorze brązowym. W górnej części awersu widnieje na tarczy herbowej srebrny orzeł, po jego bokach litery RP z ornamentem roślinnym. Poniżej napis w trzech wierszach – ZA ZASŁUGI DLA FINANSÓW PUBLICZNYCH, pod napisem ornament. Na rewersie, między zdobnikami znajduje się napis MINISTERSTWO FINANSÓW, a poniżej miejsce na kolejny numer odznaki. U góry medalu umieszczono uszko i kółko do zawieszenia na wstążce. Wstążka ma 35 mm szerokości wykonana jest z rypsu jedwabnego z paskiem niebieskim o szerokości 7 mm w środku oraz dwoma paskami brązowymi o szerokości 10 mm i białymi o szerokości 4 mm po bokach.